# Imposto

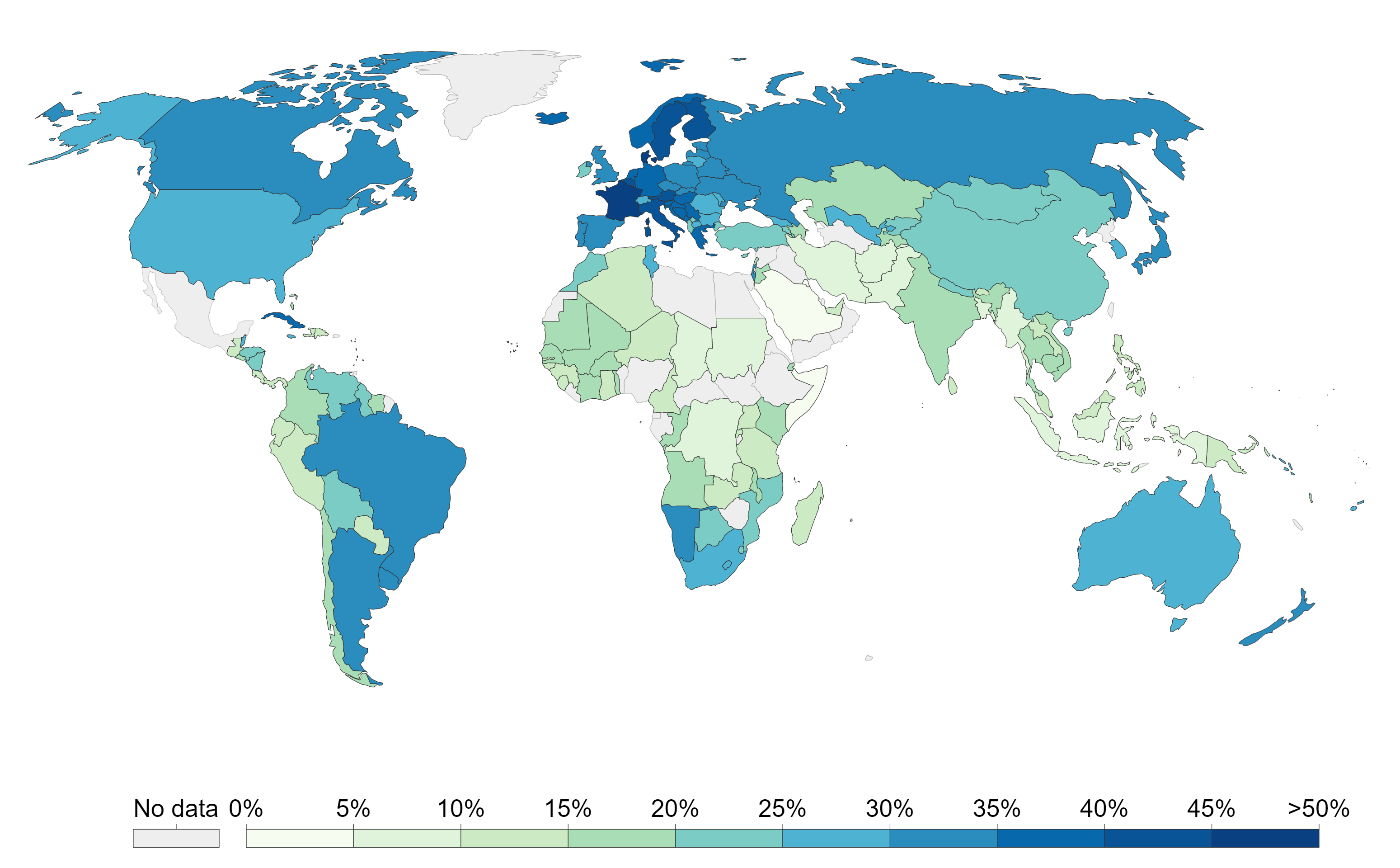
Receita total de impostos diretos e indiretos dada como parcela do PIB em 2017.

Imposto (do latim imposìtu-, particípio passado de imponère: "impor", "pôr como obrigação") é um tributo cobrado pelas autoridades públicas (o Estado e as autoridades locais) sobre os recursos ou bens das pessoas físicas ou jurídicas estabelecidas ou que tenham interesses em seu território. A partir da ocorrência de um fato gerador, o imposto é calculado mediante a aplicação de uma alíquota a uma base de cálculo. O não pagamento do valor estipulado  acarreta a imposição de  sanções civis e penais ao não pagador, na forma da lei.
Diferentemente de outros tributos, como a taxa e a contribuição de melhoria, o imposto não é vinculado a uma contrapartida: é devido, independentemente de qualquer contraprestação por parte do Estado ao contribuinte.
Os impostos são, frequentemente, divididos em diretos e indiretos. Os impostos diretos são destinados taxar diretamente o contribuinte sendo que o principal exemplo deste é o imposto de renda e riqueza. Os impostos indiretos, entretanto, são repassados ao contribuinte através do markup adicionado ao custo do produto e o reflexo deste é sentido no preço final dos produtos. Os impostos indiretos são cobrados em todos os bens adquiridos pelo consumidor.
Em tese, os recursos arrecadados pelos governos são revertidos para o bem comum, para investimentos e custeio de bens e serviços públicos, como saúde, segurança e educação. Mas não há vinculação entre receitas de impostos e determinada finalidade - ao contrário do que ocorre com as taxas e a contribuição de melhoria, cujas receitas são vinculadas à prestação de determinado serviço ou realização de determinada obra. Embora a lei obrigue os governos a destinar parcelas mínimas da arrecadação a certos serviços públicos- em especial de educação e saúde-, o pagamento de impostos não confere ao contribuinte qualquer garantia de contrapartida.
A carga tributária como percentagem do Produto interno bruto (PIB) em 2008 foi de 38,8% no Brasil, 37% em Portugal, 40,6% na Alemanha, 5,7% em Angola, 39% no Reino Unido e na Holanda, 19,7% em Timor-Leste, 15,3% no Sri Lanka, 28% nos Estados Unidos e 13,4% em Moçambique.

## História

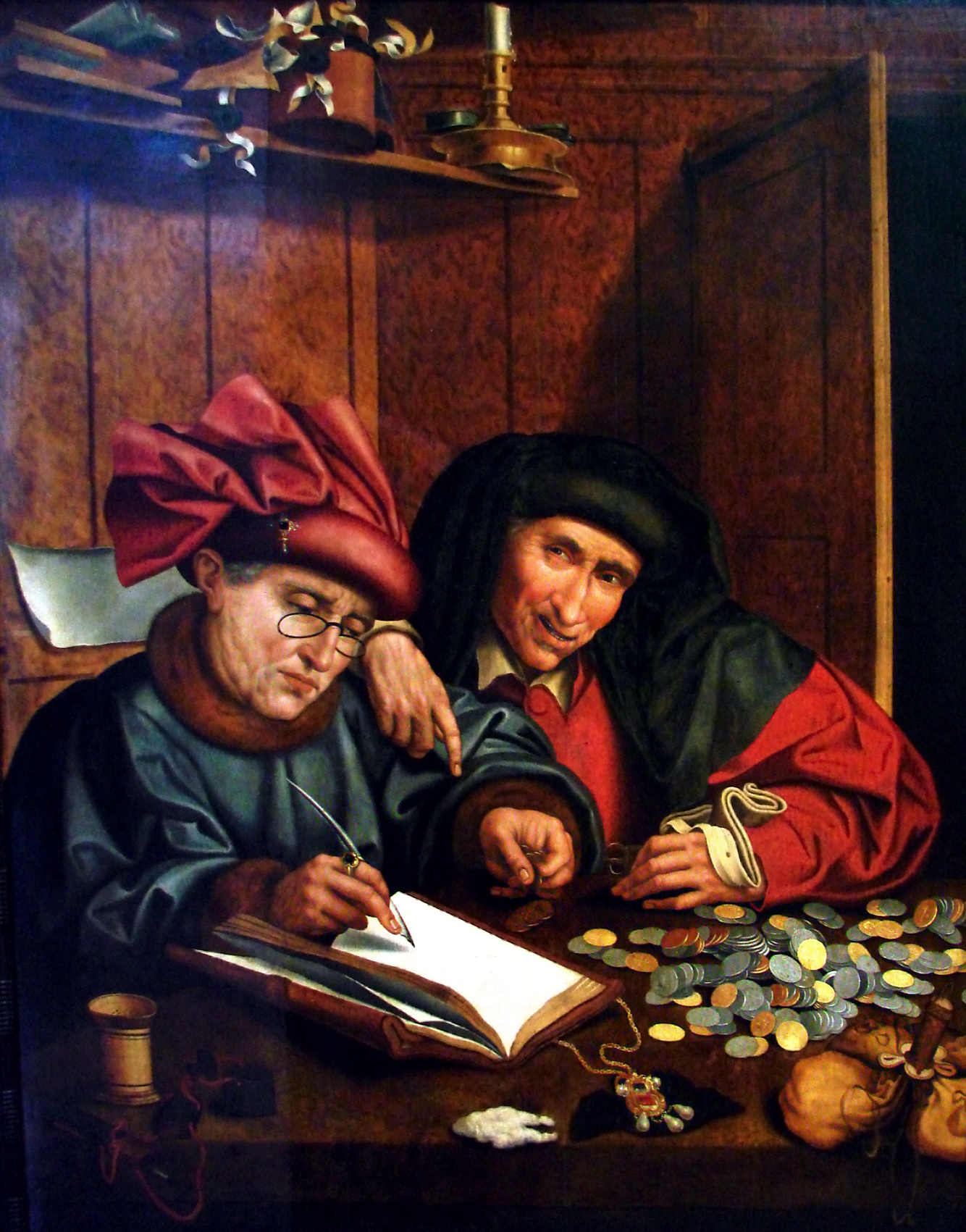
O gabinete do coletor de impostos. Pintura anônima, provavelmente de Marinus van Reymerswaele (1490-1546). Museu de Arte em Nancy.

O primeiro sistema de tributação conhecido foi o do Antigo Egito por volta de 3000 a.C. - 2800 a.C., durante a primeira dinastia do Antigo império. Os registros documentais do período afirmam que o faraó realizava uma excursão bienal em todo o reino, com a cobrança de receitas fiscais dos seus súditos. Outros registros conhecidos são recibos de celeiros reais pela compra de cereais, de calcário e de papiros. Registros sobre o princípio da tributação também são descritos na Bíblia. Em Gênesis (capítulo 47, versículo 24), há a seguinte afirmação: 
| “ | Há de ser, porém, que no tempo das colheitas dareis a quinta parte ao Faraó, e quatro partes serão vossas, para semente do campo, e para o vosso mantimento e dos que estão nas vossas casas, e para o mantimento de vossos filhinhos. | ” |
|   | — José do Egito. |   |

José estava dizendo ao povo do Egito como dividir sua cultura, proporcionando uma parte para o Faraó: ou seja, segundo o relato, a quinta parte (20%) da cultura foi o imposto.
Mais tarde, no Império Aquemênida, um sistema fiscal regulado e sustentável foi introduzido por Dario, o Grande em 500 a.C., sendo que o sistema de tributação persa foi adaptado para cada satrapia. Às vezes, havia diferentes impostos entre as 30 satrapias do império, sendo que cada satrapia era avaliada de acordo com sua suposta produtividade. Era de responsabilidade do sátrapa o recolhimento do montante devido e o seu envio ao imperador logo após a dedução de seus gastos. As quantidades solicitadas a partir de várias províncias deu uma imagem vívida de seu potencial econômico. Por exemplo: foi avaliado, para a Babilônia, o maior dispêndio em impostos, por quantidade e por variedade de matérias-primas: mil talentos de prata e quatro meses de fornecimento de alimentos para o exército. Para a Índia, uma província com uma grande produção de ouro, foi determinado o fornecimento de pó de ouro em grande quantidade. O Egito, considerado o celeiro do Império Aquemênida, foi obrigado a fornecer 120 mil medidas de trigo, além de 700 talentos de prata. Em contrapartida, nenhum cidadão Persa ou Medo pagava imposto. Contudo, eles estavam sujeitos a, em qualquer momento, serem chamados para servir no exército.
Mais tarde, na Índia sob domínio islâmico, os governantes determinaram a cobrança do jizya (um imposto para os não muçulmanos), a partir do século XI, sendo que este, anos mais tarde, foi abolido por Akbar.
Há vários registros de cobrança de impostos na Europa desde o início do século XVII. Mas os níveis de tributação são difíceis de comparar: sua dimensão e o fluxo econômico por eles gerado e os números da produção da época não são disponíveis. Entretanto, o lucro estatal (despesas menos receitas) da França durante o século XVII passou de um montante de 24,30 milhões de libras na década de 1600 para cerca de 126,86 milhões de libras na década de 1650 e para 117,99 milhões de libras na década de 1700. Quando a dívida pública atingiu 1,6 bilhões de libras em 1780-89, o lucro estatal atingiu 421,50 milhões de libras. A tributação como percentual da produção de bens finais pode ter alcançado um total de 15% a 20% durante o século XVII em nações como a França, Holanda e Suécia. Durante o período da Revolução Francesa, as alíquotas cobradas na Europa aumentaram drasticamente e, na medida em que a guerra civil se prolongava e ficava mais cara, os governos europeus se tornaram mais centralizados e adeptos de recolhimento de impostos. Este aumento foi maior na Inglaterra, em que a carga tributária aumentou cerca de 85% durante este período. As receitas per capita de impostos cresceram quase seis vezes ao longo do século XVIII.

## A natureza do imposto
Na primeira metade do século XX, Gaston Jèze definiu o imposto da seguinte forma:
| “ | O imposto é uma prestação pecuniária para as pessoas, exigido pela autoridade devida, de modo permanente e sem remuneração por tal, para cobrir uma função pública necessária. | ” |
|   | — Gaston Jèze. |   |

Com poucas exceções, o imposto tem uma natureza monetária. Este é obrigatório, ao contrário de uma subscrição, e, portanto, não direto e comercial. Finalmente, não é um empréstimo, mas uma obrigação definitiva. Os impostos também assumem características de expropriação e requisição.
Portanto, há uma distinção entre os impostos e as receitas não fiscais em um estado moderno, tais como:
- taxas de licenciamento, que são a contrapartida de um serviço efetivamente prestado;

- rendimentos de bens do Estado (royalty): taxas derivadas do uso dos equipamentos públicos, de produtos de propriedade do Estado nas empresas públicas, recursos geológicos;

- rendimentos de atividades empresariais do Estado;

- multas que, embora incluídas no orçamento, não decorrem de uma imposição obrigatória, mas da constatação de violação de uma lei;

- obrigações mutuárias.[15]

Algumas contribuições estão dentro da margem deste tipo de definição e podem, dependendo do ponto de vista, ser ou não considerados impostos.

Devido questões legais ou administrativas sobre os impostos, estes podem ter uma definição diferente de um país para outro ou de uma administração para outra em um determinado país.
Um exemplo claro são que os impostos são uma parte do gênero tributo, mas as contribuições sociais não são ligadas aos impostos, mesmo estas também fazendo parte do gênero tributo. Esta distinção é importante porque, legalmente, o imposto está sujeito à uma lei aprovada pelo parlamento ou órgão competente, enquanto as contribuições sociais são fixadas por decreto governamental. Impostos, com contribuições sociais efetivas, formam a carga tributária. As contribuições, com impostos e taxas, constituem as receitas públicas.

## Limites
Com o desenvolvimento do conceito de Estado social, os tributos passaram a contribuir para o financiamento de muitas tarefas ou atividades. Na tradição bismarckiana, os impostos sobre os salários não são impostos, porque eles têm uma contrapartida direta: os benefícios sociais. Após a proliferação de regimes sociais, por exemplo a Suécia, os Estados assumiram um custo maior e, segundo o modelo de Beveridge - que integra os benefícios sociais no orçamento geral do estado -, tendem a fazer, com menor clareza, a distinção entre imposto e contribuição social.

## Funções
Essencialmente, a principal função dos impostos é a transferência monetária. O imposto é sempre fundamental para o Estado, o que torna, a tributação, uma ferramenta chave da política, disponível em diferentes variantes.

### Funções de Base
A evidência empírica sugere que os impostos e as transferências de renda podem reduzir consideravelmente a pobreza na maioria dos países.
Os impostos podem ser ajustados de acordo com as características da população, o que lhes permite incidir mais ou menos em partes diferentes da população. Assim, é possível exigir uma contribuição maior de uma parcela da população e, em contrapartida, cobrar uma contribuição menor e aumentar a renda disponível para o resto da população. Funções naturais dos impostos são:
- políticas de afirmação étnica, racial, ou de promoção cultural;
- políticas igualitárias, tendo, como beneficiária, uma população cujos rendimentos ou ativos são extremamente baixos;
- políticas de valorização regional ou promoção econômica da nação;
- políticas de desincentivo comportamental, que buscam aumentar os impostos sobre determinados bens ou serviços socialmente prejudiciais de modo a incentivar a redução do seu consumo por parte da população.

Os recursos providos pela tributação têm sido usados por estados e suas funções equivalentes ao longo da história para realizar os seus vários feitos. Alguns destes incluem gastos bélicos, a aplicação das leis, a manutenção da ordem pública, proteção da propriedade, construção e manutenção de infraestruturas (manutenção de estradas, por exemplo), obras públicas, transferências sociais, e o funcionamento do próprio governo. Os governos também usam os impostos para financiar serviços sociais e públicos. Estes serviços podem incluir sistemas de ensino, os sistemas de cuidados de saúde, pensões para os idosos, seguro-desemprego e transporte público. Água, energia e sistemas de gestão de resíduos também são serviços públicos comuns. Os estados também usam os impostos para forçar os produtores e empresários que relutam em modernizar sua estrutura de investimento.
Os governos usam diferentes tipos de impostos e variam suas taxas de acordo com a necessidade. Isso é feito para distribuir a carga fiscal entre os indivíduos ou classes da população envolvida em atividades tributáveis, ou para redistribuir recursos entre indivíduos ou classes da população. Historicamente, a nobreza era financiada pelos impostos cobrados das classes mais pobres, contudo, os sistemas modernos de segurança social têm, por objectivo, apoiar os pobres, os deficientes ou os aposentados, taxando os que estão trabalhando. Além disso, os impostos são aplicados para financiar empreendimentos de ajuda externa e militar, para influenciar o desempenho macroeconômico da economia, ou para modificar padrões de consumo e emprego em uma economia.
O sistema fiscal nacional é, muitas vezes, um reflexo dos valores comuns ou dos valores do grupo ou ideologia política de quem está no poder. Para criar um sistema de tributação, uma nação deve fazer escolhas sobre a distribuição da carga fiscal, sobre quem irá pagar impostos e quanto será pago, e como os impostos arrecadados serão gastos. Em nações democráticas, onde o público elege os responsáveis pela criação do sistema fiscal, essas escolhas refletem o tipo de sociedade que existe ou aquilo que o estado deseja que seja uma sociedade ideal.
A cobrança de um imposto a fim de gastá-lo em uma finalidade específica, por exemplo, cobrança de um imposto sobre o álcool para pagar diretamente aos centros de reabilitação de alcoolismo, é chamada de afetação obrigatória.
Alguns economistas, especialmente os economistas neoclássicos, argumentam que todos os impostos criam distorções no mercado e resultam em ineficiência econômica. Eles buscam, portanto, identificar uma espécie de sistema fiscal que minimize essa distorção.

### Compensação de Externalidades
Uma externalidade é uma situação onde o comportamento de um agente econômico influencia, positiva ou negativamente outro agente, sem que haja uma compensação.
O imposto permite o financiamento de bens públicos. Também ajuda a compensar as externalidades negativas, o que é o objetivo do princípio de Pigou-Dalton, como é o caso do poluidor-pagador.
A teoria da propriedade sob tutela, introduzida por Richard Musgrave em 1957, justifica a intervenção do Estado em uma série de setores como saúde e cultura. Isto porque os consumidores não são considerados como tomadores de decisão, racionais ou competentes o suficiente, para fazerem escolhas ideais.

### Regulação da Atividade Econômica
Na teoria neokeynesiana, a tributação é uma ferramenta para limitar a amplitude dos ciclos econômicos. Desta forma, em momentos de recessão, quando as receitas fiscais diminuem automaticamente, o Estado pode manter inalteradas suas despesas e usar de sua dívida para financiar suas atividades durante o ciclo de crise. No pós-crise, o Estado reembolsa a dívida em excesso com o aumento da carga de impostos sobre toda a sociedade. A síntese neoclássica contesta a eficácia deste mecanismo, em razão da existência do fenômeno da equivalência ricardiana.

## Doutrinas fiscais
O grande precursor dos dogmas fiscais modernos foi o escocês Adam Smith. Ele publicou em 1776, em sua obra clássica, A Riqueza das Nações, alguns preceitos da boa tributação: justiça, simplicidade e neutralidade.
Há outras vertentes de pensamento, entretanto, que pregam o princípio da equidade, que exige o mesmo esforço a todos os contribuintes. Ele pode assumir duas formas:
- Modelo de tributação vertical, que está de acordo com a capacidade contributiva, exigindo um maior imposto sobre os ricos. Defende a tributação progressiva;
- Equidade horizontal, que exige igualdade de tratamento em uma situação semelhante. Ele se opõe às isenções categóricas.

Por outro lado, considerações tais como o princípio do poluidor-pagador ou usuário-pagador procuram ajustar as contribuições financeiras ao gozo de um serviço ou produção.

## Princípios da tributação
O processo de tributação estatal foi defendido inicialmente pelo liberalismo inglês, principalmente por Adam Smith, advogando que a justiça, simplicidade e neutralidade eram os preceitos da boa tributação. Estas considerações foram muito importantes no período clássico, quando o imposto não era considerado uma questão econômica. Atualmente, tais dogmas são questionados e, inversamente ao que era defendido, a política fiscal é, muitas vezes, usada para influenciar o comportamento do consumidor ou para influenciar o mercado em determinado ponto ou setor que a autoridade considere existir uma avaria.

### Justiça
Um sistema tributário é justo quando todos, do mais pobre ao mais rico, contribuem em proporção direta à sua capacidade de pagar. Na definição de justiça tributária, está implícito o princípio da progressividade – quem ganha mais deve contribuir com uma parcela maior do que ganha, pois uma parte maior da sua renda não está comprometida com o atendimento de necessidades básicas.

### Simplicidade
De acordo com Smith, num sistema tributário simples é relativamente fácil e barato para o
contribuinte calcular e pagar quanto deve. A mesma facilidade tem o governo para fiscalizar se o contribuinte pagou o que devia.

### Neutralidade
Neutralidade quer dizer que o sistema tributário não deve influenciar a evolução natural da economia. Ou seja, não deve influir na competitividade e nas decisões das empresas e tampouco no comportamento do consumidor/contribuinte.

### Consentimento
O consentimento geral da importância do sistema tributário em um Estado dá a devida legitimidade de sua capacidade de aumentar os impostos sobre todas as classes de cidadãos. Na democracia, supõe-se que o cidadão-contribuinte dê o consentimento da quantidade de imposto que paga. Duas grandes doutrinas teorizam a aceitação da legitimidade do sistema fiscal.

### O imposto sobre o preço
Próximo das teorias do contrato social e, em particular devido à tese corrente liberal do dinheiro dos impostos ou o comércio de impostos, este discorre sobre os impostos sobre o preço, pago pelo contribuinte, por serviços prestados pelo Estado.

Essa ideia legitima o imposto se o valor dos serviços prestados pelo Estado é maior do que o sacrifício da carga fiscal. Esta doutrina foi defendida pela corrente fisiocrata:
| “ | Qualquer imposto que não garanta a capacidade de assumir um risco, ou seja, o preço de uma mercadoria ou um serviço é equivalente a um imposto, este deve ser abandonado. | ” |
|   | — Émile de Girardin. |   |

### O imposto de solidariedade
A teoria do imposto solidário inclui trabalhos publicados anteriormente por socialistas reformistas. A tese apresenta a imposição da solidariedade fiscal como um sacrifício necessário para a manutenção dos laços sociais. É baseada na promoção de uma identidade coletiva, e o imposto utilizado para financiar as despesas comuns, contudo sendo utilizado também com o fim de redistribuir a riqueza, promovendo uma sociedade mais coerente e coesa.

## O imposto ideal
Muitos autores tentaram construir um imposto único que teria a vantagem de ser simples para ser coletado, justo e transparente.
Os fisiocratas defenderam algo como um imposto universal sobre a terra. Os políticos franceses (adeptos do pensamento fiocrata) Émile-Justin Menier e Émile de Girardin criaram impostos sobre o capital primitivo. Mais recentemente, em 1978, o Prêmio Nobel James Meade, propôs um imposto sobre a despesa.
A hipótese de um imposto único é contestada por outros economistas, com a tese de que, múltiplas fontes de amostragem reduzem a desigualdade, dividindo e diluindo as possibilidades de fraude entre os contribuintes. De acordo com Voltaire, um único imposto poderia compensar as falhas dos demais, mas se tornaria por fim mais injusto que um sistema com múltiplos impostos, por não atribuir uma carga menor aos que tem baixa renda.

## Alíquota
A alíquota é o percentual ou valor fixo que será aplicado sobre a base de cálculo para o cálculo do valor de um tributo. A alíquota será um percentual quando a base de cálculo for um valor econômico, e será um valor quando a base de cálculo for uma unidade não monetária. As alíquotas em percentual são mais comuns em impostos e as alíquotas em valor ocorrem mais em tributos como empréstimo compulsório, taxas e contribuição de melhoria. A alíquota é um dos elementos da matriz tributária: portanto, há a exigência de que seu valor ou percentual seja estabelecido em lei.

### Classificação
De acordo com as suas características, a alíquota pode ser classificada em:
- fixa – quantia determinada para todos os contribuintes
- variável – estipulada de acordo com a base de cálculo. Geralmente é progressiva (ou seja, alíquota é positivamente proporcional à base de cálculo).

Quando a alíquota é zero (geralmente em impostos de alíquota variável), dizemos que há isenção total. É o caso do imposto de renda, onde a alíquota para rendimentos anuais de até determinado valor é zero.

## Sonegação fiscal

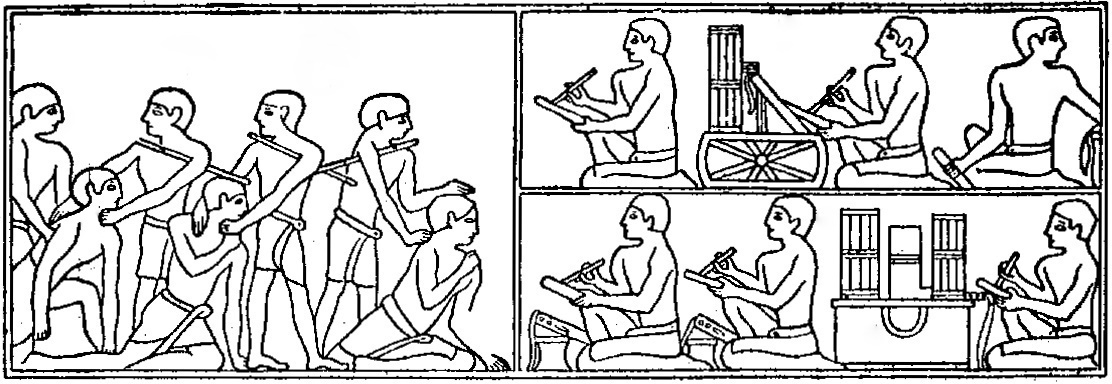
Camponeses do Egito Antigo apreendidos por sonegarem impostos.

A evasão fiscal é o uso de meios ilícitos para evitar o pagamento de taxas, impostos e outros tributos. Entre os métodos usados para evadir tributos, estão a omissão de informações, as falsas declarações e a produção de documentos que contenham informações falsas ou distorcidas, como notas fiscais, faturas e duplicatas.
Já a elisão fiscal configura-se num planejamento que utiliza métodos legais para diminuir o peso da carga tributária num determinado orçamento. Respeitando o ordenamento jurídico, o administrador faz escolhas prévias (antes dos eventos que sofrerão agravo fiscal) que permitem minorar o impacto tributário nos gastos do ente administrado.
Diferentemente da evasão fiscal (onde ocorre o fato gerador do tributo e o contribuinte não paga uma obrigação legal), na elisão fiscal, através do planejamento, evita-se a ocorrência do fato gerador. E, por não ocorrer o fato gerador, o tributo não é devido. Dessa forma, o planejamento não caracteriza ilegalidade, apenas usa-se das regras vigentes para evitar o surgimento de uma obrigação fiscal.

## Proporcionais, progressivos e regressivos
Uma característica importante dos sistemas fiscais é a porcentagem da carga fiscal que se refere à renda ou consumo. Os termos "progressivo", "regressivo" e "proporcional" são usados para descrever a forma como a taxa de progressão proporcionalmente varia. Os termos descrevem um efeito de distribuição, podendo ser aplicados a qualquer tipo de sistema de impostos (de rendimento ou de consumo) que satisfaça a definição.
- Progressivo: é um imposto que incide de modo que a taxa efetiva de um imposto aumenta conforme o montante da taxa aplicada aumenta.

- Regressivo: o exato oposto de um imposto progressivo, onde a taxa efetiva de imposto diminui à medida que aumenta a quantia a que a taxa é aplicada. Este efeito é geralmente produzido em testes de meios e é usado para retirar subsídios ou benefícios fiscais estaduais, criando taxas marginais de imposto. As maiores taxas de imposto marginal serão suportados por aqueles com renda mais baixa.

- Proporcional: o meio-termo entre progressivo e regressivo, onde a taxa efetiva de imposto é fixa, enquanto o montante em que a taxa é aplicada aumenta.

Os termos também podem ser usados para conferir significados para a tributação do consumo de seleção, com um imposto sobre artigos de luxo e isentos de necessidades básicas podendo ser descrito como tendo efeitos progressivos, uma vez que aumenta a carga fiscal sobre o consumo de ponta e diminui a carga de impostos sobre o consumo e baixa renda.

## Diretos e indiretos
Os impostos são, por vezes, referidos como "impostos diretos " ou "impostos indiretos". O significado destes termos pode variar em diferentes contextos, o que, por vezes, pode levar a confusão. Uma definição econômica de Atkinson afirma que "os impostos diretos podem ser adaptados às características individuais do contribuinte, ao passo que os impostos indiretos são cobrados sobre as operações, independentemente das circunstâncias do comprador ou vendedor".
Segundo esta definição, por exemplo, o imposto de renda será "direto", e imposto sobre vendas será "indireto". Na legislação, os termos podem ter significados diferentes. No direito constitucional, por exemplo, os impostos diretos referentes ao inquérito estatístico da propriedade, baseiam-se em sua simples existência formal. Os impostos indiretos são impostos sobre os eventos, direitos, privilégios e atividades. Assim, um imposto sobre a venda da propriedade seria considerado um imposto indireto, enquanto o imposto sobre a propriedade do imóvel em si seria um imposto direto. A distinção entre impostos diretos e indiretos pode ser sutil, mas é importante nos termos da lei.

## Fatos geradores de tributação

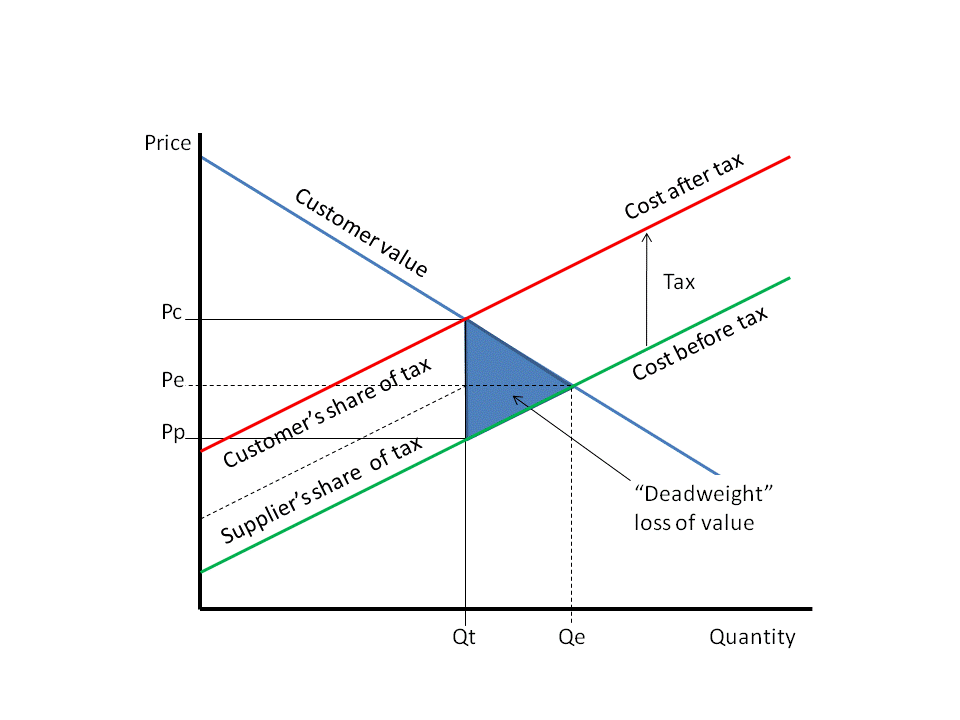
Diagrama ilustrando o aumento do custo dos produtos após a incidência dos impostos (cost after tax).

Segundo a maior parte das legislações modernas, quem determina a incidência de impostos é o estado. Contudo, este, ao cobrar os impostos sobre as organizações e empresas, não determina de que forma este custo deve ser distribuído entre os consumidores. Portanto, quem, em última análise, determina quem irá pagar, e o montante a ser pago, é o mercado, pois os impostos estão embutidos nos custos de produção.
Dependendo de como as quantidades fornecidas e exigidas variam com o preço (elasticidade), um imposto pode ser inteiramente absorvido pelo produtor - sob a forma de preços mais baixos e competitivos, ou pelo consumidor - sob a forma de aumento dos preços finais ou aumento de custos ao produtor. Se a elasticidade da oferta é baixa, o imposto será pago pelo produtor. Contudo, se a elasticidade da demanda é baixa, o preço total dos impostos será pago pelo cliente.
O contrário acontecerá nos casos onde as elasticidades são elevadas. Se o vendedor for uma empresa competitiva, a carga tributária será distribuída ao longo dos fatores de produção, dependendo da elasticidade dos mesmos, o que inclui os trabalhadores (na forma de salários mais baixos), os investidores de capital (na forma de perdas para os acionistas), os proprietários (sob a forma de rendas mais baixas), empresários (na forma de salários mais baixos) e clientes (na forma de preços mais elevados).

## Declaração de imposto
Uma declaração de impostos é um formulário no qual uma pessoa ou organização comunica rendimentos e circunstâncias utilizados pelas autoridades fiscais para determinar a obrigação fiscal.
As declarações de impostos são normalmente processadas pela autoridade fiscal de cada país, conhecida como repartição de finanças, por exemplo, o US Internal Revenue Service nos Estados Unidos, a Administração Fiscal do Estado da China e o HM Revenue & Customs no Reino Unido.
A declaração de impostos apresenta à autoridade fiscal os rendimentos, as despesas, os pagamentos de impostos efectuados durante o ano e outras informações relevantes. Ajuda a determinar se um reembolso de impostos é devido. Esta dependerá do facto de a pessoa ter pago o imposto em excesso ou de não ter pago o imposto nos anos anteriores.
Uma pessoa ou organização pode não ser obrigada a apresentar uma declaração de impostos em função de circunstâncias que variam de país para país. Em geral, não é necessário apresentar uma declaração de impostos se o rendimento for inferior a um determinado montante, mas outros factores, como o tipo de rendimento, a idade e a situação fiscal, também desempenham um papel importante. Por vezes, pode haver situações em que a declaração de impostos não tem de ser apresentada, mas é-o na mesma para obter um reembolso de impostos.
Por exemplo, o rendimento mundial auferido por um cidadão dos EUA ou por um estrangeiro residente que resida fora dos EUA também está sujeito ao imposto sobre o rendimento dos EUA, independentemente da residência efectiva, para evitar a acumulação de penalizações. Os Procedimentos Simplificados de Cumprimento de Declarações do IRS oferecem aos contribuintes americanos elegíveis uma forma de pôr em dia as suas declarações fiscais em atraso sem incorrer em penalizações graves.
É obrigatório apresentar uma declaração de rendimentos nos EUA, mesmo quando se trabalha e vive no estrangeiro. Para evitar o pagamento de impostos nos EUA, deve renunciar ao seu "green card" (preenchendo o Formulário I-407 junto da USCIS) ou renunciar à sua cidadania americana.